# Kevin Asch
Pour les articles homonymes, voir Asch.
Kevin Asch, né à Great Neck le 5 septembre 1975, est un réalisateur et producteur américain.

## Biographie
Asch fait ses débuts de réalisateur avec Jewish Connection (Holy Rollers), un film dramatique indépendant inspiré par des événements réels qui se sont produits à la fin des années 1990 quand des Juifs hassidiques ont été recrutés comme mules (en) pour faire passer de l'extasy d'Europe vers les États-Unis. En novembre 2010, Asch remporte le prix pour du Breakthrough Director aux Gotham Awards 2010 pour son rôle dans Jewish Connection.

## Filmographie partielle

### Au cinéma
- 2005 : Characters (court-métrage)
- 2010 : Jewish Connection (Holy Rollers)
- 2014 : Affluenza